# Selaginella viticulosa
Selaginella viticulosa là một loài dương xỉ trong họ Selaginellaceae. Loài này được Klotzsch mô tả khoa học đầu tiên năm 1844.